# Akademikerpension
AkademikerPension (tidl. MP Pension, Pensionskassen for magistre og psykologer og Magistrenes Pensionskasse), er en dansk medlemsejet pensionskasse for akademikere.
Pensionskassen blev oprettet den 1. maj 1960 og er baseret på en aftale mellem regeringen og Gymnasieskolernes Lærerforening, Dansk Magisterforening og Dansk Psykolog Forening.
Fra 2008-2017 indgik pensionskassen i et administrationsfællesskab med navnet Unipension, sammen med Arkitekternes Pensionskasse og Pensionkassen for Jordbrugsakademikere og Dyrlæger. 
Siden 1. januar 2017 har MP Pension været en selvstændig pensionskasse, og 1. september 2020 skiftede pensionskassen navn til AkademikerPension. 
AkademikerPension har mere end 170.000 medlemmer (2024).

## Administrerende direktører
- 1997-1998 Karsten Dybvad
- 1998-2008 Uffe Wang
- 2008-2010 Niels Erik Eberhard
- 2010-2011 Erik Adolphsen
- 2011-2016 Cristina Lage
- 2016-Jens Munch Holst